# Stubbekøbing Boldklub
Stubbekøbing Boldklub eller Stubbekøbing BK er en dansk fodboldklub, der blev grundlagt den 23. april 1899. Det er den ældste fodboldklub på Lolland-Falster. Klubbens oprindelse kan spores tilbage til en sammenslutning af to lokale fodboldklubber, hvilket blev opdaget under en restaurering af værtshuset "Landmanden", hvor man fandt en gammel klubfane.
Klubbens storhedstid tog fart i 1960'erne med ankomsten af Erik Olsen, en tidligere B 1901-spiller og blikkenslager, der flyttede til Stubbekøbing. På det tidspunkt var klubbens faciliteter yderst begrænsede, med spil på en tidligere pløjemark, hvor det nuværende stadion ligger, og uden omklædningsrum, hvilket tvang spillerne til at omklæde hjemmefra eller på den lokale skole. Trods disse primitive forhold, blomstrede ungdomsafdelingen.
En skelsættende begivenhed fandt sted i 1962, da der blev holdt en ekstraordinær generalforsamling med et kritisk valg: enten skulle der vælges en ny formand, eller klubben ville ophøre. Erik Olsen trådte ind som formand, spillerformand og træner, hvilket revitaliserede klubben. Under hans ledelse rykkede klubben op fra mellemrækkerne til Lolland-Falster-serien i 1967, en periode hvor kampe mod arvefjenden Horbelev regelmæssigt tiltrak mindst 800 tilskuere.
I 1968 tog Jørgen Svan Olsen over som træner, og året efter rykkede klubben op i Danmarksserien, og opnåede national opmærksomhed da den optrådte på tipskuponen i forbindelse med en pokalkamp mod et divisionshold fra København. Klubbens profil blev yderligere forstærket, da Torben Riva Rasmussen blev klubbens første spiller på det nationale landshold.
1972 var et andet markant år for klubben med indvielsen af et nyt klubhus på Orevej, der inkluderede to omklædningsrum og et nyt stadion, som blev indviet med en pokalkamp mod Kjøbenhavns Boldklub fra 1. division.
Efter flere succesrige år begyndte klubben at opleve tilbagegang i 1983. Erik Olsen trådte atter ind som formand for at samle klubben en sidste gang, før han i 1987 overlod formandskabet til Alex Jensen. Gennem årene har klubben fostret flere store spillere, der har gjort sig gældende i dansk fodbold, inklusiv Mogens Jensen, Lars Hagbarth, Claus Jensen, og Anders Due.

## Certificeret som børneklub af Dansk Boldspil-Union
Stubbekøbing Boldklub er certificeret som børneklub af Dansk Boldspil-Union (DBU). Denne certificering indebærer, at klubben opretholder en række standarder som angivet i en børnepolitik, der inkluderer et specificeret antal træninger og kvalifikationskrav til trænere.

## 125-års jubilæum
Den 23. april 2024 fejrede Stubbekøbing Boldklub sit 125-års jubilæum med en særlig jubilæumskamp. Kampen bød på deltagelse af prominente tidligere spillere, der har repræsenteret SB's seniorhold gennem de sidste 70 år. De spillede mod et hold anført af tidligere landsholdsspiller Claus Jensen og inkluderede andre kendte profiler som Anders Due.
For Stubbekøbing Boldklub deltog blandt andre Per Jørgensen, ejer af Sæbefabrikken i Nykøbing Falster, Peter Bring Larsen, mangeårigt byrådsmedlem, og Kenneth Berg, der har været en central figur i seniortruppen og nu arbejder som advokat i Nykøbing F. Disse begivenheder blev også markeret med en reception afholdt fra kl. 16:00 til 19:00 samme dag.